# Jókan

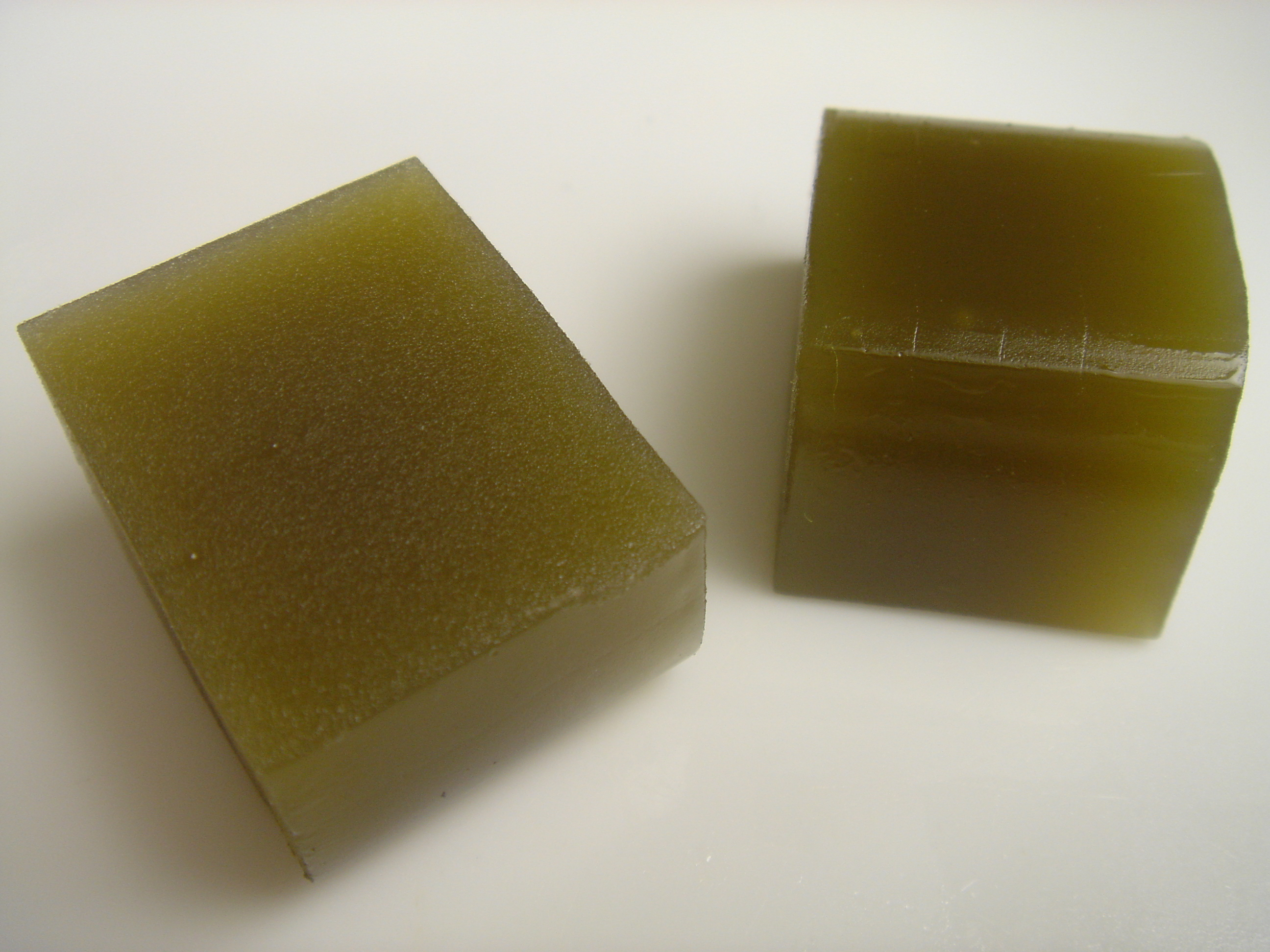
Zöld teából készült jókan szeletek

A jókan (羊羹) egy sűrű, zselés desszert, mely vörösbab pasztából, agaragarból és cukorból tevődik össze. Általában tömbökben árusítják és szeletelve eszik. Két fő típusa van: neri jókan és mizu jókan. A "mizu" "vizet" jelent, és egyfajta jelzése annak, hogy a megszokottnál több víz kell az elkészítéséhez. A mizu jókant nyáron általában hűtve eszik.

## Típusok
Bár a legtöbb jókan Japánban és külföldön is jellemzően vörös bab pasztából készül, de a fehér vesebab pasztából (しろあん, 白餡; Hepburn: shiro an) készült jókan is viszonylag gyakori. Ez a fajta jókan tejes és áttetsző sokkal enyhébb ízzel, mint az, amelyik vörös bab pasztából készül. Az ilyen fajtájúakat zöldtea porral hatásosan lehet ízesíteni és színezni.
A jókan tartalmazhat vágott gesztenyét, datolyaszilvát, cukrozott azukibabot, fügét és édesburgonyát is illetve más hozzávalókat is. A jókan ízét meg lehet változtatni úgy, hogy a cukrot mézzel, barna cukorral vagy melasszal helyettesítik. Létezik a sio jókan is, mely édesítőszerként kis adag sót tartalmaz.

## Történelem
Eredetileg egy kínai édesség, mely juhcsontból készült zselatinból állt. A szó szerinti kifejezés “birka geng” (羊 birka + 羹 sűrű leves). Japánba a Kamakura-korban és a Muromacsi-korban került be zen buddhisták által 1191 körül. Mivel a buddhizmus tiltja a gyilkolást, ezért az állati zselatint búzaliszttel és azukibabbal helyettesítették. Az agaragart felfedezése után kezdték használni 1800 körül az Edo-korban. Ez a változat lett a modern jókan alapja. 
Az egyik legnépszerűbb japán édesség, mely tovább fejlődött az Edo-kor során, amikor a cukor már szélesebb körben volt elérhető. Bontatlanul hosszú ideig tárolható hűtés nélkül is, sokan szeretik ajándékba kapni.

## Fordítás
- Ez a szócikk részben vagy egészben  a   Yōkan című angol Wikipédia-szócikk ezen változatának fordításán alapul.  Az eredeti cikk szerkesztőit annak laptörténete sorolja fel. Ez a jelzés csupán a megfogalmazás eredetét és a szerzői jogokat jelzi, nem szolgál a cikkben szereplő információk forrásmegjelöléseként.